# Брева, Алушпа
Алушпа Брева (англ. Aluspah Brewah; род. 24 августа 1983, Фритаун) — футболист из Сьерра-Леоне, нападающий.

## Карьера
Начинал свою карьеру в Гане. Затем его заметили бельгийские селекционеры и пригласили форварда в Европу. В Бельгии Брева выступал «Антверпен» и «Шарлеруа». Затем, некоторое время, нападающий уехал в Бразилию, где постигал футбол во «Фламенго». Некоторое время игрок провел в «Форталезе».
В середине 2006 года Алушпа Брева перешёл в пятигорский «Машук-КМВ», выступавший в российском Первом дивизионе. Тем самым, он стал вторым легионером из Сьерра-Леоне в российском чемпионате, и первым — во втором по силе дивизионе страны. В «Машуке-КМВ» ему удалось хорошо проявить себя. Всего за команду Брева провел 15 игр и забил 7 мячей.
Затем он играл за клубы из Швеции и Китая. Последней командой Алушпы Бревы был вьетнамский «Ханой».

## Сборная
Нападающий дебютировал в национальной сборной в 2002 году. Всего нападающий провел за неё 12 игр, в которых забил 7 мячей.